# Sofieholm och Säter
Sofieholm och Säter var fram till 2015 en av SCB avgränsad och namnsatt småort i Söderhamns kommun, Gävleborgs län. Den omfattade bebyggelse i Sofieholm och Säter i Norrala socken norr om Söderhamnsfjärden öster om Söderhamn. Vid 2015 års småortsavgränsning hade orten vuxit samman med Klapparvik och Malenedals småort.